# Гурник (футбольный клуб, Забже)
«Гу́рник» (пол. Górnik Zabrze Sportowa Spółka Akcyjna (Górnik Zabrze S.S.A.)) — польский профессиональный футбольный клуб из города Забже. Основан в 14 декабря 1948 года. С конца 50-х по начало 90-х годов был доминирующей силой в польском футболе. Главным соперником клуба является «Рух (Хожув)». В настоящее время выступает в Экстраклассе.

## История

### История названий
- С 14.12.1948:  Спортивный клуб профсоюза горняков «Гурник Забже» (пол. Górniczy Związkowy Klub Sportowy Górnik Zabrze (G.Z.K.S. Górnik Zabrze))
- С 1949: Клуб полевого спорта «Гурник Забже» (пол. Terenowe Koło Sportowe Górnik Zabrze (T.K.S. Górnik Zabrze))
- С 14.05.1957: Спортивный клуб «Гурник Забже» (пол. Klub Sportowy Górnik Zabrze (K.S. Górnik Zabrze))
- С 1996: Спортивное акционерное общество «Гурник Забже» (пол. Górnik Zabrze Sportowa Spółka Akcyjna (Górnik Zabrze S.S.A.))

## Достижения

### Национальные
- Чемпионат Польши (Первая лига / Экстракласса)
  - Чемпион (14): 1957, 1959, 1961, 1962/63, 1963/64, 1964/65, 1965/66, 1966/67, 1970/71, 1971/72, 1984/85, 1985/86, 1986/87, 1987/88
  - Серебряный призёр (4): 1962, 1968/69, 1973/74, 1990/91
  - Бронзовый призёр (7): 1958, 1960, 1967/68, 1969/70, 1976/77, 1988/89, 1993/94
- Кубок Польши
  - Обладатель (6): 1964/65, 1967/68, 1968/69, 1969/70, 1970/71, 1971/72
  - Финалист (7): 1955/56, 1956/57, 1961/62, 1965/66, 1985/86, 1991/92, 2000/01
- Кубок польской лиги
  - Обладатель: 1978
- Суперкубок Польши
  - Обладатель: 1988
- Вторая лига / Первая лига
  - Победитель: 1978/79
  - Серебряный призёр (4): 1951 (Группа III), 1955, 2009/10, 2016/17
- Третья лига / Вторая лига
  - Победитель: 1953 (Группа I)

### Международные
- Лига чемпионов УЕФА
  - 1/4 финала: 1967/68
- Кубок обладателей кубков УЕФА
  - Финалист: 1969/70
- Кубок Интертото
  - 1/4 финала: 1966/67
- Кубок Часов
  - Обладатель: 1990

### Молодёжные
- Чемпионат Польши по футболу (до 19 лет)
  - Чемпион (3): 1966/67, 1988/89, 2019/20
  - Серебряный призёр (4): 1984/85, 2000/01, 2010/11, 2022/23
  - Бронзовый призёр: 2014/15
- Чемпионат Польши по футболу (до 17 лет)
  - Чемпион (3): 1991/92, 1995/96, 2022/23
  - Серебряный призёр (3): 1994/95, 2013/14, 2014/15

## Болельщики и дерби
Считается, что у клуба «Гурник Забже» одна из самых больших и преданных фан-баз в Польше, особенно в районе Катовице. В сезоне 2016/17, «Гурник Забже» собрал самую высокую среднюю посещаемость домашних матчей (10 636), среди всех польских футбольных клубов второго уровня. Они также собрали самую высокую посещаемость в своей лиге (20 987). После возвращения в Экстраклассу в 2017 году, «Гурник» собрал самую высокую среднюю посещаемость домашних матчей в польском футболе, превзойдя нынешние ведущие команды «Лех (Познань)» и «Легия (Варшава)», при этом большинство билетов на матчи лиги были распроданы.

### Соперники и враги
«Гурник» ведет давнее соперничество с верхнесилезским клубом «Рух (Хожув)», это противостояние более известное как «Великое Силезское дерби» (Wielkie Derby Śląska). Кроме этого дерби, другими основными соперниками являются «Пяст (Гливице)», «Полония (Бытом)», «Легия (Варшава)» и «Заглембе (Сосновец)».

### Дружба с фанатами других команд
На польской фан-сцене, ультрас «Гурника» поддерживают дружеские отношения с фанатами таких клубов как «РОВ 1964 Рыбник», «Вислока (Дембица)» и «ГКС Катовице»; последний из которых в прошлом был соперником. Однако, между «Гурником» и «ГКС Катовице» всё ещё остаётся противостояние уже принявшее гораздо более дружественную форму, и именуемое как «Силезская классика» (Śląski Klasyk). Фанаты клубов «Конкордия (Кнурув)», «Напжуд (Рыдултовы)», «Славия (Руда-Шлёнска)» и «Чарни (Пысковице)» также являются и считаются фан-клубами «Гурника».
На международной фан-сцене, ультрас «Гурника» поддерживают крепкие дружеские отношения с ультрас хорватского клуба «Хайдук (Сплит)» (Torcida Split). Фанатское движение «Torcida Górnik Zabrze» было названо в честь хорватского ультрас-движения «Torcida Split», с которыми у них крепкие дружеские отношения; вместе они образовывают фанатское объединение «United Torcida». Кроме того, фанаты «Гурника» имеют давние дружеские отношения с фан-группой немецкого клуба «Шальке 04» из Гельзенкирхена (Block I / Hugos).

## Состав
| 1  | Польша        | Вр  | Марцел Любик (в аренде из «Аугсбурга»)        | 2004 |  |  |  |  |  |
| 25 | Польша        | Вр  | Антони Балабух                                | 2007 |  |  |  |  |  |
| 92 | Польша        | Вр  | Пётр Петрыга                                  | 2002 |  |  |  |  |  |
| 99 | Польша        | Вр  | Томаш Лоска                                   | 1996 |  |  |  |  |  |
|    |               |     |                                               |      |  |  |  |  |  |
| 5  | Польша        | Защ | Криспин Шчешняк                               | 2001 |  |  |  |  |  |
| 16 | Польша        | Защ | Павел Ольковский                              | 1990 |  |  |  |  |  |
| 20 | Испания       | Защ | Хосема Санчес                                 | 1996 |  |  |  |  |  |
| 24 | Польша        | Защ | Радослав Шафраньский                          | 2006 |  |  |  |  |  |
| 26 | Польша        | Защ | Рафал Яницкий                                 | 1992 |  |  |  |  |  |
| 27 | Польша        | Защ | Доминик Шала                                  | 2006 |  |  |  |  |  |
| 55 | Польша        | Защ | Максимилиан Пингот                            | 2003 |  |  |  |  |  |
| 61 | Чехия         | Защ | Михал Сачек                                   | 1996 |  |  |  |  |  |
| 64 | Словения      | Защ | Эрик Янжа (капитан)                           | 1993 |  |  |  |  |  |
| 81 | Флаг Словакии | Защ | Матуш Кметь (в аренде из «Миннесота Юнайтед») | 2000 |  |  |  |  |  |
|    |               |     |                                               |      |  |  |  |  |  |
| 8  | Чехия         | ПЗ  | Патрик Геллебранд                             | 1999 |  |  |  |  |  |
| 11 | Нигерия       | ПЗ  | Таофик Исмахил                                | 2000 |  |  |  |  |  |
| 14 | Польша        | ПЗ  | Ярослав Кубицкий                              | 1995 |  |  |  |  |  |

| 15 | Германия         | ПЗ  | Роберто Массимо    | 2000 |  |  |  |  |  |
| 17 | Польша           | ПЗ  | Камиль Лукошек     | 2002 |  |  |  |  |  |
| 18 | Чехия            | ПЗ  | Лукаш Амброс       | 2004 |  |  |  |  |  |
| 19 | Польша           | ПЗ  | Натан Дзегелевский | 2004 |  |  |  |  |  |
| 22 | Нигерия          | ПЗ  | Аббати Абдуллахи   | 2006 |  |  |  |  |  |
| 23 | Норвегия         | ПЗ  | Сондре Лисет       | 1997 |  |  |  |  |  |
| 28 | Франция          | ПЗ  | Бастьен Доньё      | 2005 |  |  |  |  |  |
| 30 | Сенегал          | ПЗ  | Усман Соу          | 2000 |  |  |  |  |  |
| 33 | Украина          | ПЗ  | Максим Хлань       | 2003 |  |  |  |  |  |
| 79 | Республика Корея | ПЗ  | Го Ён Чжун         | 2001 |  |  |  |  |  |
| 80 | Черногория       | ПЗ  | Матия Марсенич     | 2005 |  |  |  |  |  |
| —  | Польша           | ПЗ  | Александер Тоболик | 2006 |  |  |  |  |  |
|    |                  |     |                    |      |  |  |  |  |  |
| 7  | Словения         | Нап | Лука Захович       | 1995 |  |  |  |  |  |
| 9  | Бразилия         | Нап | Габриел Барбоза    | 1999 |  |  |  |  |  |
| 10 | Германия         | Нап | Лукас Подольски    | 1985 |  |  |  |  |  |
| 74 | Греция           | Нап | Теодорос Цириготис | 2000 |  |  |  |  |  |

### Игроки в аренде
| №  |        | Поз. | Имя                                               | Год рождения |
| -- | ------ | ---- | ------------------------------------------------- | ------------ |
| 28 | Польша | Вр   | Камиль Соберка (в «Вечысте» до 30 июня 2026)      | 2006         |
| —  | Польша | Вр   | Матеуш Елень (в «Сандецья» до 30 июня 2026)       | 2007         |
| 41 | Польша | Защ  | Давид Мазурек (в «Стале (Мелец)» до 30 июня 2026) | 2007         |
| —  | Польша | Защ  | Норберт Барчак (в «Пуще» до 30 июня 2026)         | 2005         |

| №  |        | Поз. | Имя                                                 | Год рождения |
| -- | ------ | ---- | --------------------------------------------------- | ------------ |
| 31 | Польша | ПЗ   | Виктор Новак (в «Висле (Плоцк)» до 30 июня 2026)    | 2004         |
| —  | Польша | ПЗ   | Давид Швец (в «Полонию (Бытом)» до 30 июня 2026)    | 2007         |
| 44 | Польша | Нап  | Александер Букса (в «ГКС Катовице» до 30 июня 2026) | 2003         |

## Трансферы 2025/2026

### Лето 2025
| Поз. | Игрок                 | Предыдущий клуб        |
| ---- | --------------------- | ---------------------- |
| Вр   | Камиль Соберка**      | Уния (Скерневице)      |
| Вр   | Марцел Любик*         | Аугсбург               |
| Вр   | Томаш Лоска***        | Шлёнск (Вроцлав)       |
| Защ  | Норберт Барчак**      | Полония (Бытом)        |
| Защ  | Максимилиан Пингот    | Лех (Познань)          |
| Защ  | Михал Сачек***        | Ягеллония              |
| ПЗ   | Никодем Зелонка**     | Погонь (Седльце)       |
| ПЗ   | Ян Чучка**            | Рекорд Бельско-Бяла    |
| ПЗ   | Го Ён Чжун            | Партизан               |
| ПЗ   | Натан Дзегелевский    | ГКС Тыхы               |
| ПЗ   | Ярослав Кубицкий***   | Ягеллония              |
| ПЗ   | Виктор Новак          | Знич (Прушкув)         |
| ПЗ   | Бастьен Доньё         | Бурк-ан-Брес — Перонна |
| ПЗ   | Роберто Массимо       | Гройтер Фюрт           |
| ПЗ   | Максим Хлань***       | Лехия (Гданьск)        |
| Нап  | Габриел Барбоза***    | Пенафиел               |
| Нап  | Теодорос Цириготис*** | Ираклис                |

| Поз. | Игрок             | Новый клуб          |
| ---- | ----------------- | ------------------- |
| Вр   | Камиль Соберка*   | Вечысте             |
| Вр   | Матеуш Елень*     | Сандецья            |
| Вр   | Филип Майхрович   | Радомяк             |
| Вр   | Михал Шромник***  | Шлёнск (Вроцлав)    |
| Защ  | Давид Мазурек*    | Сталь (Мелец)       |
| Защ  | Норберт Барчак*   | Пуща (Неполомице)   |
| ПЗ   | Ёсукэ Фурукава**  | Джубило Ивата       |
| ПЗ   | Филип Пребсл**    | Славия (Прага)      |
| ПЗ   | Доминик Сарапата  | Копенгаген          |
| ПЗ   | Ян Чучка          | Рекорд Бельско-Бяла |
| ПЗ   | Виктор Новак*     | Висла (Плоцк)       |
| ПЗ   | Никодем Зелонка   | Погонь (Седльце)    |
| ПЗ   | Давид Швец*       | Полония (Бытом)     |
| Нап  | Синан Бакыш**     | Реал Сарагоса       |
| Нап  | Александер Букса* | ГКС Катовице        |

## Гимн
Гимн «Гурника» Забже — (музыка и исполнение Анны Герман слова Юзефа Прутковского)

## Известные игроки, личные достижения игроков и тренеров «Гурника»

### Олимпийские чемпионы
Следующие футболисты становились Олимпийскими чемпионами, выступая за «Гурник»:

| - Хуберт Костка — 1972 - Ежи Горгонь — 1972 - Зигмунд Анчок — 1972 | - Зигфрид Шолтысик — 1972 - Влодзимеж Любаньский — 1972 |

### Призёры чемпионатов мира
Следующие футболисты становились бронзовыми призёрами чемпионатов мира, являясь игроками «Гурника»:

| - Анджей Фишер — 1974 - Ежи Горгонь — 1974 - Хенрик Вечорек — 1974 - Анджей Шармах — 1974 | - Тадеуш Дольный — 1982 - Вальдемар Матысик — 1982 - Анджей Палаш — 1982 |

### Тренер года в Польше
Следующие тренеры были признаны футбольными тренерами года в Польше, выступая за «Гурник»:
- Хуберт Костка — 1985
- Марцин Бочынек[пол.] — 1988

### Футболист года в Польше
Следующие футболисты становились футболистами года в Польше, выступая за «Гурник»:
- Анджей Иван — 1987

### Игрок года в Экстраклассе
Следующие футболисты становились игроками года в Экстраклассе, выступая за «Гурник»:
- Радослав Соболевский — 2013

### Иностранец года в Польше
Следующие футболисты были признаны иностранцами года в Польше, выступая за «Гурник»:
- Игор Ангуло — 2017

### Открытие года в Польше
Следующие футболисты были признаны открытием года в чемпионате Польши, выступая за «Гурник»:

| - Анджей Палаш — 1979 - Вальдемар Матысик — 1981 - Рышард Цыронь — 1987 - Адам Компала — 1999 | - Анджей Недзелян — 2002 - Аркадиуш Милик — 2012 - Шимон Журковский — 2017 |

### Лучшие бомбардиры Кубка обладателей кубков УЕФА
Следующие футболисты были признаны лучшими бомбардирами Кубка обладателей кубков УЕФА, выступая за «Гурник»:
- Влодзимеж Любаньский — 1969/70, 1970/71

### Лучшие бомбардиры Экстраклассы
Следующие футболисты становились лучшими бомбардирами чемпионата Польши, выступая за «Гурник»:

| - Эрнст Поль — 1959, 1961 - Влодзимеж Любаньский — 1965/66, 1966/67, 1967/68, 1968/69 - Анджей Згутчыньский — 1985/86 | - Адам Компала — 1999/00 - Игор Ангуло — 2018/19 |